# Băltița
Băltița – wieś w Rumunii, w okręgu Prahova, w gminie Mănești. W 2011 roku liczyła 778 mieszkańców.